# R5
R5 foi uma banda americana formada em 2009 e composta por Riker Lynch, Rocky Lynch, Ross Lynch, Rydel Lynch e Ellington Lee Ratliff. Ganhou notoriedade pelo papel recorrente de Riker Lynch na série  Glee como um dos "Warblers" e pelo papel de protagonista de Ross Lynch em Austin & Ally, como Austin Moon, e em Teen Beach Movie e Teen Beach 2, como Brady.
Em março de 2010, eles auto-lançaram um EP (Ready Set Rock). O EP Loud foi lançado em fevereiro de 2013. Em 24 de setembro de 2013 lançaram pela Hollywood Records o primeiro álbum de estúdio da banda, intitulado "Louder". Pouco depois de lançarem o primeiro CD, a banda anunciou a turnê "Louder World Tour", sua primeira turnê internacional começando na Europa. Seus fãs são chamados de R5ers e sua fandom de "R5 Family". Louder vendeu mais de 150 mil cópias e está 30º lugar nos CDs teens mais vendidos de todos os tempos. Em agosto de 2014 e em abril de 2015 se apresentaram no Radio Disney Music Awards (RDMA).
Em Julho de 2015 lançaram o seu segundo álbum de estúdio, "Sometime Last Night", que contava com um ar mais maduro e voltado para o Rock alternativo, com singles de sucesso como "Smile" e "All Night".  Após um hiatus de dois anos, lançaram, em maio de 2017, um novo EP, "New Addictions" que contava com 5 faixas e um single, "If". A 15 de Setembro de 2017 lançaram o seu mais recente single, "Hurts Good".

## História

### 2009–2011: Formação e as primeiras performances
R5 inclui um grupo de irmãos nascidos e criados em Littleton, no Colorado (Riker Anthony Lynch, Rydel Mary Lynch, Rocky Mark Lynch e Ross Shor Lynch) e o melhor amigo deles (Ellington Lee Ratliff). Os Lynch, que desde pequenos mostravam interesse na área do enterimento, apresentavam números musicais diversos para a família no porão quando eram crianças. Após se mudarem para Los Angeles, Califórnia, Rocky Lynch, começou a mostrar interesse em tocar guitarra; Ele aprendeu a tocar sozinho e tornou-se interessado em bandas como Fall Out Boy e Green Day. Mais tarde, Rocky ensinou seu irmão Ross a tocar violão e Riker a tocar baixo. Rydel, que já havia aprendido a tocar piano, pegou o instrumento novamente. Em outubro de 2009, a família encontrou o futuro baterista, Ellington Lee Ratliff, num estúdio de dança, completando então a banda R5.
A banda lançou um EP intitulado Ready Set Rock em 9 de março de 2010. O EP foi produzido pela e-Vega. Eles performaram durante todo o sul da Califórnia, incluindo Orange County Fair, o San Diego County Fair, o San Diego IndieFest, o Knitting Factory, e Six Flags Magic Mountain.

### 2012: Hollywood Records, álbum de estreia e turnês
Em abril de 2012, a banda anunciou através do seu site que havia assinado contrato com a gravadora Hollywood Records.
R5 gravou seu EP "Loud" com a Hollywood Records e esse foi lançado em 19 de fevereiro de 2013. Eles têm trabalhado com produtores como Emanuel "Eman" Kiriakou e Evan "Kidd" Bogart. O álbum completo intitulado "Louder" foi lançado em 24 de setembro de 2013 e o single "Pass Me By" estreou na Rádio Disney no dia 16 de agosto.

### 2014:Heart Made Up On You
Em 22 de Julho de 2014 a banda lançou seu terceiro EP (Extended Play), e segundo pela Hollywood Records intitulado Heart Made Up On You, com quatro faixas. O primeiro single desse EP é a faixa-título Heart Made Up On You.
Ainda em 2014 a banda lançou o primeiro single do segundo álbum de estúdio (Sometime Last Night) denominado "Smile" e performou no  American Music Awards pre-show.

### 2015:Sometime Last Night
O segundo single do CD, "Let's Not Be Alone Tonight", foi lançado no dia 13 de Fevereiro de 2015. Em Abril de 2015 um documentário sobre a banda denominado "R5: All Day, All Night" foi exibido em uma rede de cinemas dos Estados Unidos. Junto com a pré-ordem do novo álbum no iTunes no dia 2 de Junho, R5 lançou o terceiro single do CD, "All Night".
No dia 10 de Julho de 2015, a banda lançou o segundo álbum de estúdio, Sometime Last Night. Os membros da banda admitem que o conteúdo soa mais "maduro" que as demais músicas já lançadas por eles, contendo influências Pop, Power Pop, Rock Alternativo e Pop-Rock. Sometime Last Night estreou em número 6 no Billboard 200, número 1 no Billboard Top Pop Albums, número 3 no Billboard Top Digital Albums, e número 4 no Billboard Top Album Sales, com 31,000 cópias vendidas na primeira semana.

### 2017: New Addictions
Após um hiatus de pouco menos de dois anos, os R5 começaram a anunciar as novas músicas, que seriam lançadas em 2017. Em Abril, foi divulgado o nome "New Addictions" para um novo EP da banda, assim como dois concertos de lançamento do mesmo. O EP foi lançado a 12 de maio e contém 5 faixas: "If", "Red Velvet" (ft. New Beat Fund), "Lay Your Head Down", "Trading Time", e "Need You Tonight" (Cover de INXS). Neste novo disco, a banda optou por seguir uma vibe ainda mais madura e voltada para o R&B/Pop, Pop/Funk, Electro Pop e também Pop/Rock. Pouco depois do lançamento do EP, os R5 anunciaram uma nova tournê, "New Addictions Tour", que teve início a 24 de Junho de 2017, passando pela América do Norte, Europa, e América do Sul. Entretanto, o grupo foi anunciando mais novidades, como o lançamento do novo single "Hurts Good", a 15 de Setembro.

### 2018: Hiatus e The Driver Era
A 1 de Março, as redes sociais da banda viram o seu nome alterado para "The Driver Era". Anunciado como um novo projeto, tratava-se de um hiatus (por tempo indefinido) por parte dos R5 e o começo de uma nova banda, "The Driver Era", oficialmente constituida por Ross e Rocky, de forma a começar de novo na indústria musical e evitar a associação à Disney e subestimação por parte da maioria das pessoas. Ellington, Riker e Rydel estão também presentes nos concertos ao vivo. Algumas músicas que já se encontravam nos planos para os R5 lançarem foram lançadas pelos The Driver Era, entre elas "Preacher Man" e "Can You Come Over?". Quando questionados acerca do regresso dos R5, os integrantes dizem que não está nos planos, mas que ninguém prevê o futuro e tudo pode acontecer na indústria musical atual.

## Integrantes

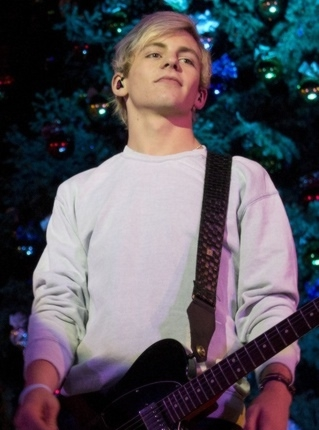
Ross Lynch

- Riker Anthony Lynch (8 de novembro de 1991): baixo, vocal e compositor.[1]
- Ellington Lee Ratliff (14 de abril de 1993): bateria, vocal e compositor.[2]
- Rydel Mary Lynch (9 de agosto de 1993): teclado, vocal e compositora.[3]
- Rocky Mark Lynch (1 de novembro de 1994): guitarra principal, vocal e compositor.[4]
- Ross Lynch: (29 de dezembro de 1995) toca guitarra rítmica, é um dos vocalistas na banda e ajuda  a compor (voz principal)[5]

Observação: O irmão mais novo da família, Ryland Michael Lynch (17 de abril de 1997), é DJ e já abriu vários shows da banda. Além de no ínicio da banda ter sido intitulado o "empresário" dos irmãos e do amigo.

## Discografia

### Extended Plays (EP)
- 2009: Ready Set Rock
- 2013: Loud
- 2014: Heart Made Up On You
- 2017: New Addictions

### Álbuns
- 2013: Louder
- 2014: Live in London
- 2015: Sometime Last Night
- 2015: Sometime Last Night Tour(live at the Greek)

### Singles
- Loud
- Pass Me By
- Forget About You
- One Last Dance
- Heart Made Up On You
- Rock That Rock(promocional)
- Smile
- Let's Not Be Alone Tonight
- All Night
- Wild Hearts
- Dark Side
- F.E.E.L.G.O.O.D.
- Things Are Looking Up
- I Know You Got Away
- If
- Hurts Good

## Turnês
- 2012: West Coast tour
- 2012: East Coast Tour
- 2013: Loud Tour
- 2013: Dancing Out My Pants
- 2014: Louder World Tour
- 2014: R5 Live On Tour
- 2015-16: Sometime Last Night Tour
- 2017: New Addictions Tour